# (78528) 2002 RO98
2002 أر أو 98 (ويعرف أيضًا باسم (78528) 2002 أر أو 98 وفق تسمية الكوكب الصغير) (بالإنجليزية: 2002 RO98)‏ هو كويكب ضمن حزام الكويكبات؛ وترتيبه 78528 من حيث الاكتشاف.
اكتُشف هذا الجُرم الفلكي بواسطة بحث لنكولن عن الكويكبات القريبة من الأرض في 5 سبتمبر 2002.

## وصلات خارجية
- (78528) 2002 RO98 في قاعدة بيانات مختبر الدفع النفاث لأجرام النظام الشمسي الصغيرة

- الاكتشاف · مخطط المدار ·  العناصر المدارية · المعلمات المادية

- (78528) 2002 RO98 على موقع ويكي سكاي: DSS2, SDSS, GALEX, IRAS, Hydrogen α, X-Ray, Astrophoto, Sky Map, Articles and images